# Tetragonisca
Genre
Tetragonisca est un genre d'abeilles de la famille des Apidae faisant partie de la tribu des Meliponini, les « abeilles sans dard ». Ses espèces se rencontrent au sein des climats tropical et subtropical du sud du Mexique au nord de l'Argentine. Les écosystèmes dans lesquels elles vivent sont diversifiés, allant de l'Amazonie à la Caatinga et la cordillère des Andes. Tetragonisca angustula et son espèce très proche T. fiebrigi sont élevées en méliponiculture pour leur miel,.
Ce genre est créé par le prêtre entomologiste brésilien Jesus Moure en 1946. Il est proche des genres Frieseomelitta, Scaura et Tetragona. 

## Description
Les espèces de Tetragonisca sont de petites abeilles noires mesurant de 4,3 à 5,3 mm de long. Elles sont ornées de taches jaunes sur la tête et le mésosome et présentent un métasome brun clair. Leur corps est entièrement recouvert d'une pubescence blanc jaunâtre, plus duveteuse sur la tête et le mésosome. Ces abeilles sont plus petites qu'Apis mellifera et celles du genre Plebeia. 

## Liste des espèces
Liste des espèces selon GBIF (12 décembre 2021) :
- Tetragonisca angustula (Latreille, 1811) : espèce-type du genre.
- Tetragonisca buchwaldi (Friese, 1925)
- Tetragonisca fiebrigi (Schwarz, 1938)
- Tetragonisca weyrauchi (Schwarz, 1943)

Quelques espèces de Tetragonisca
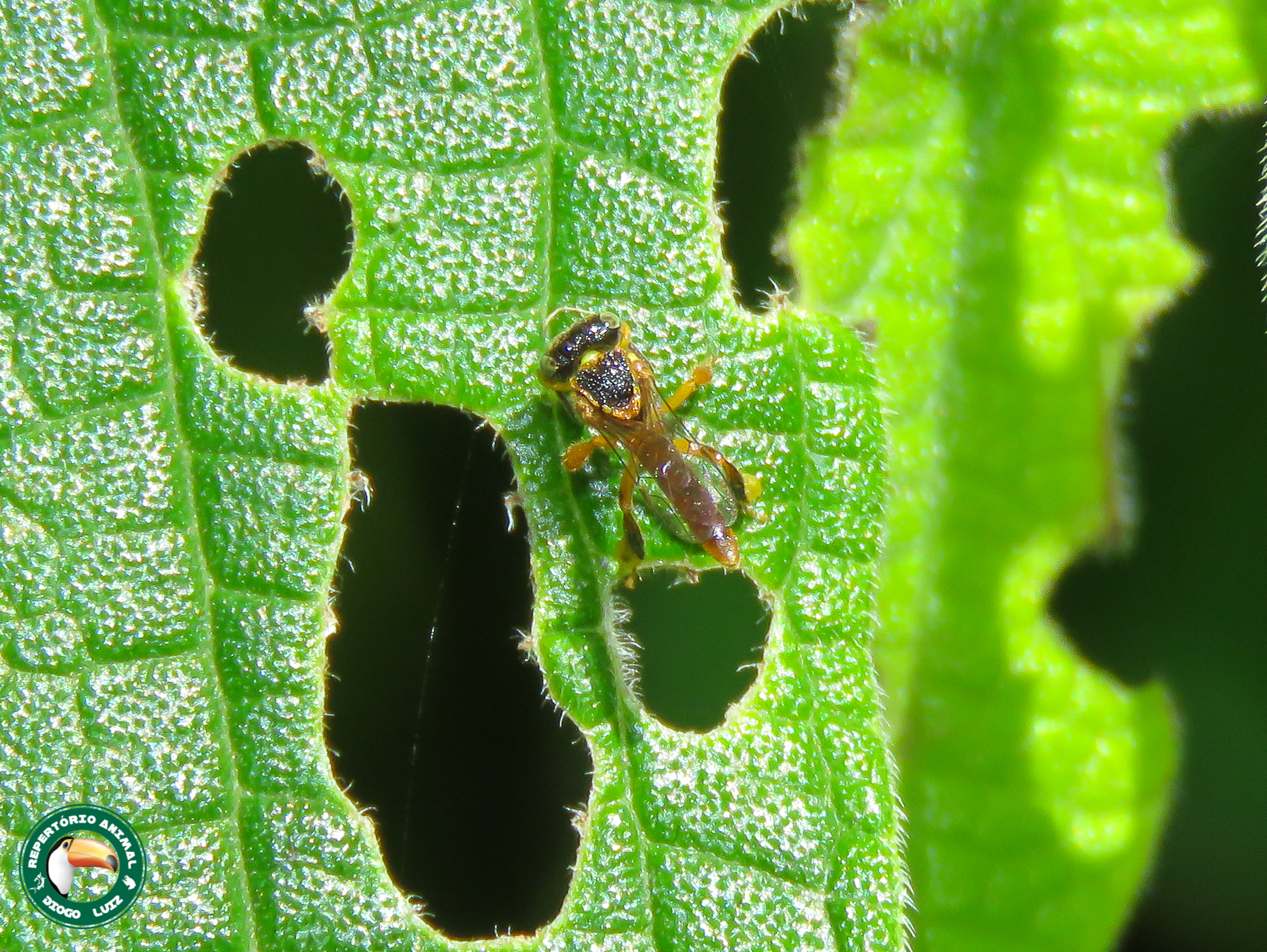
Tetragonisca angustula.
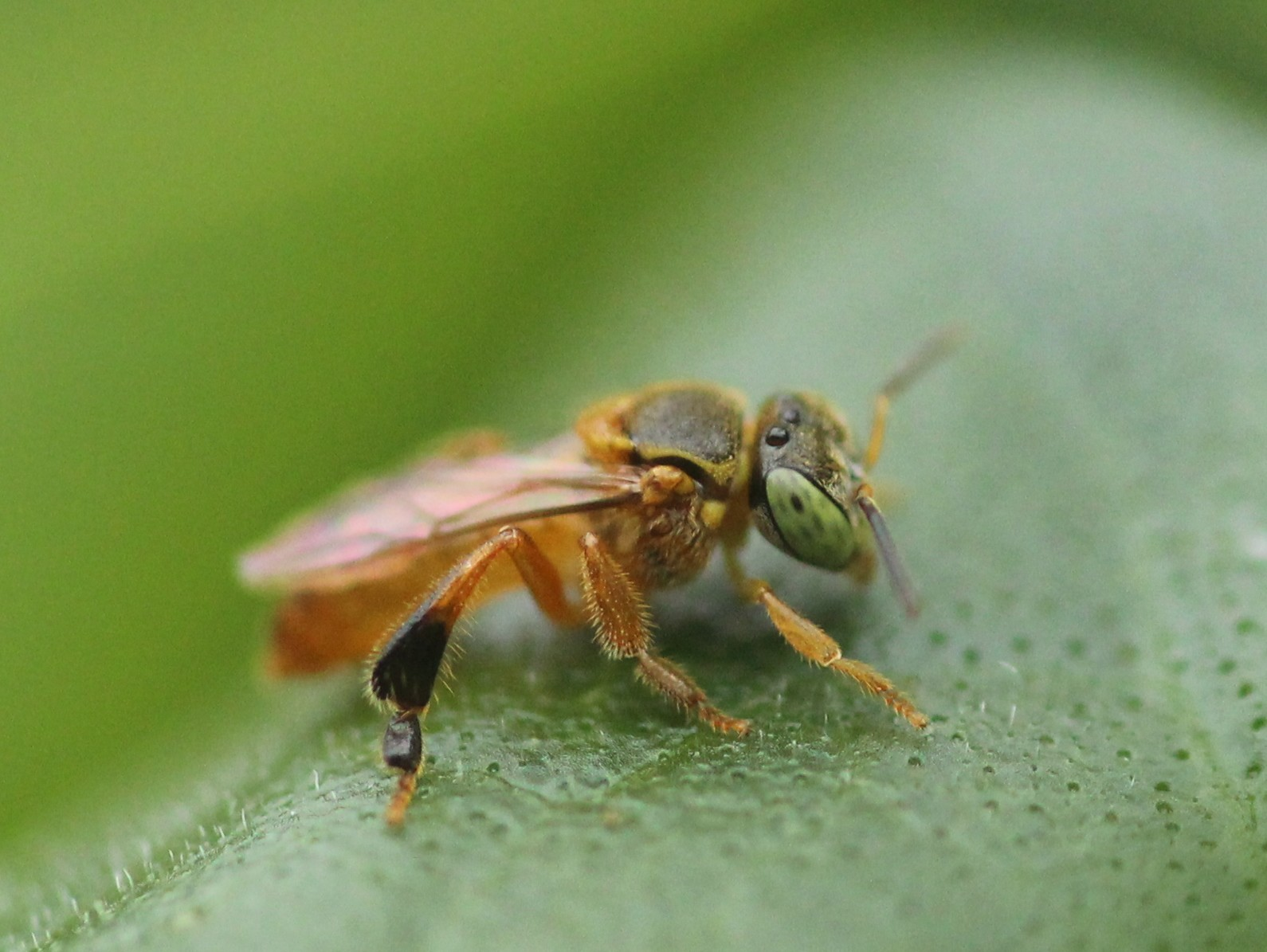
Tetragonisca fiebrigi.
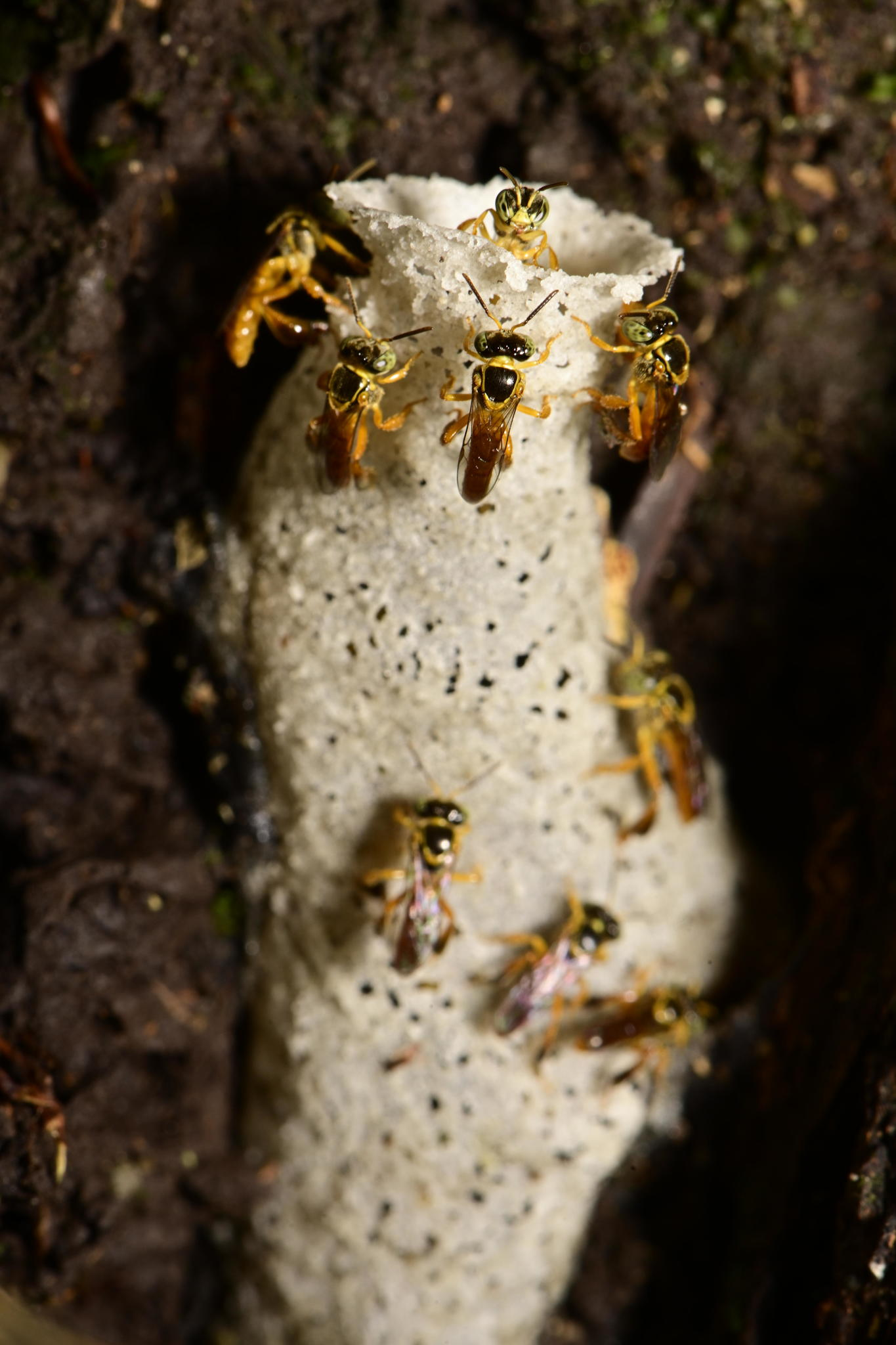
Nid de T. angustula.
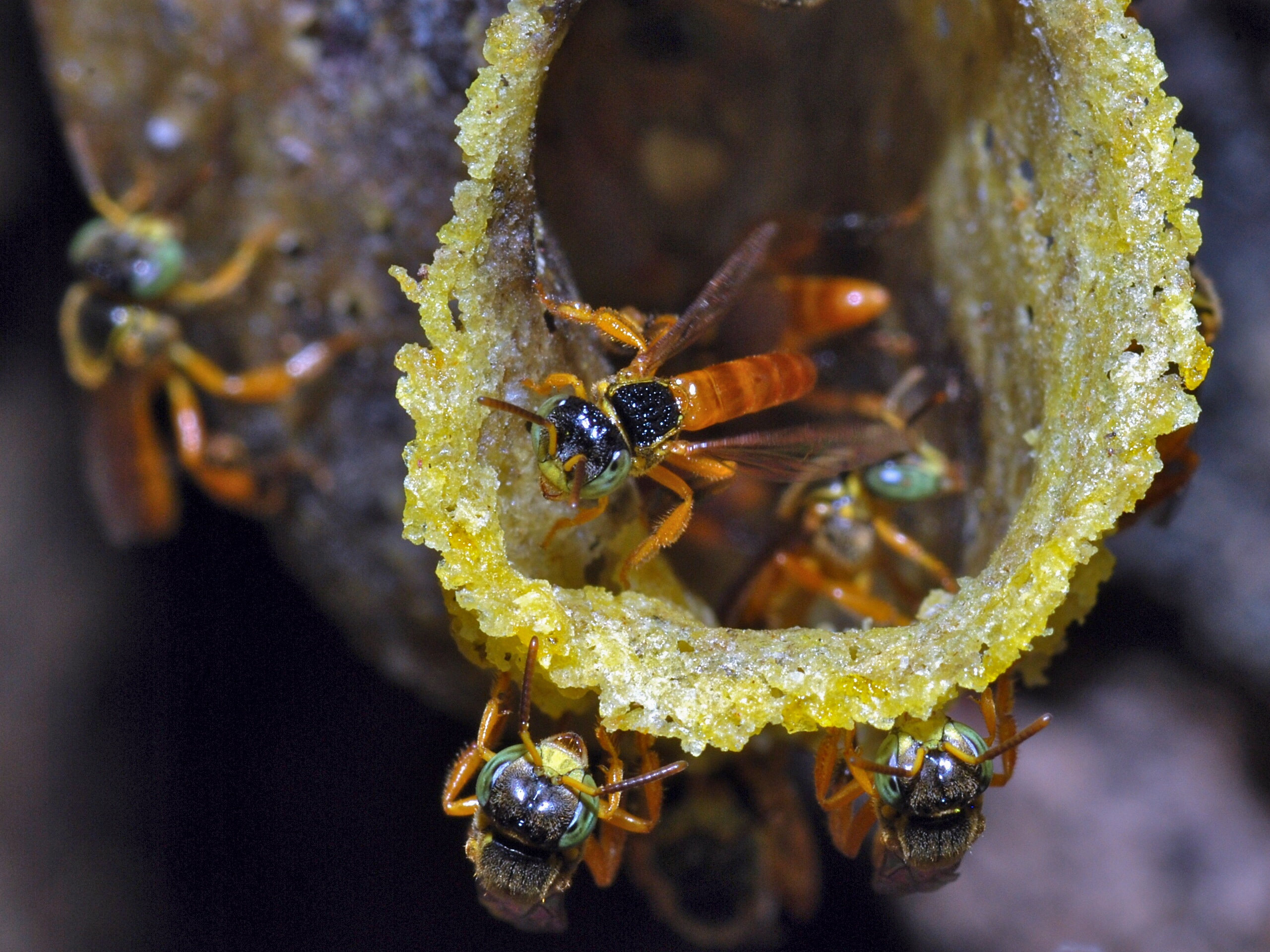
Nid de T. angustula.
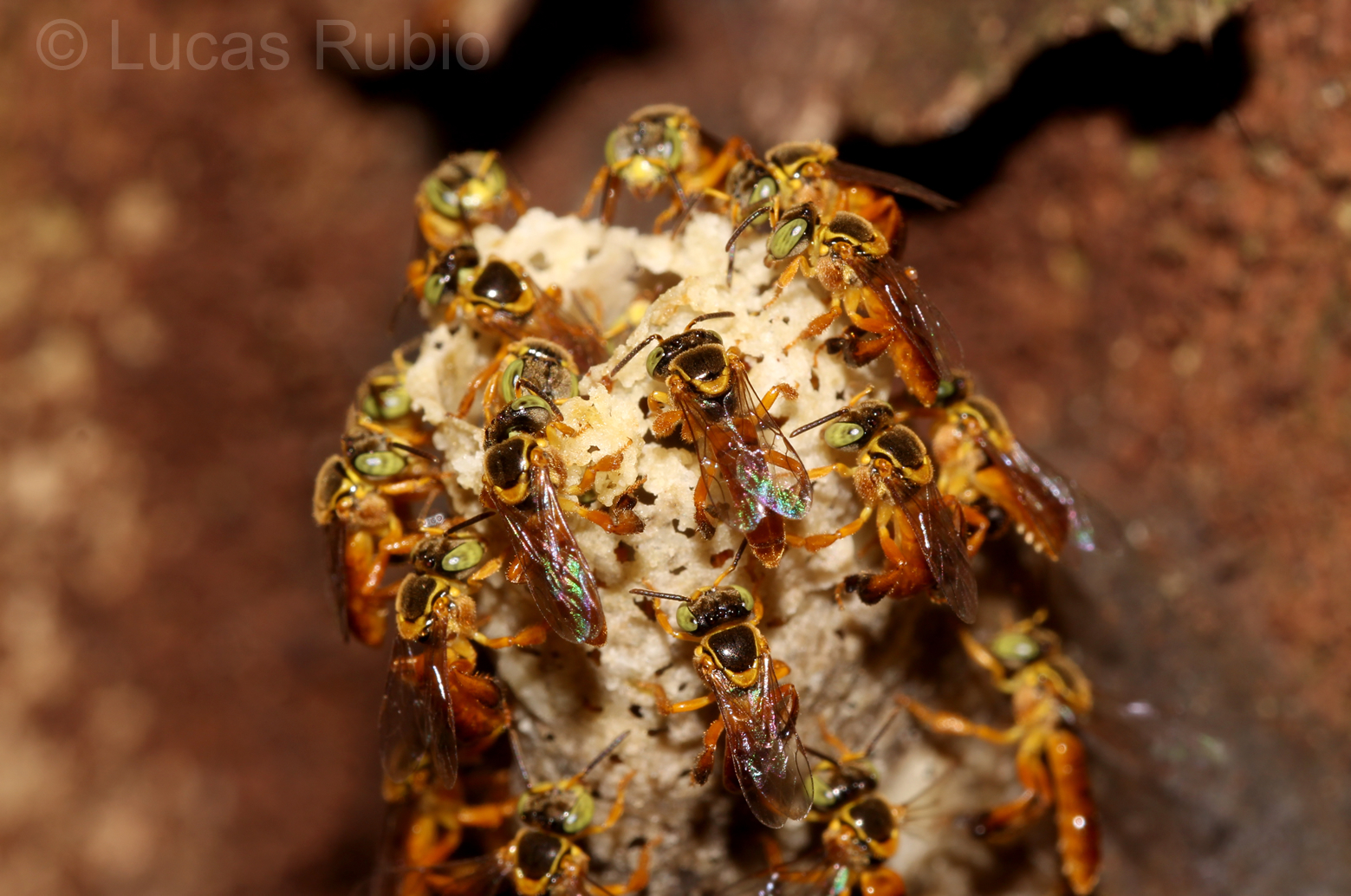
Nid de T. fiebrigi.
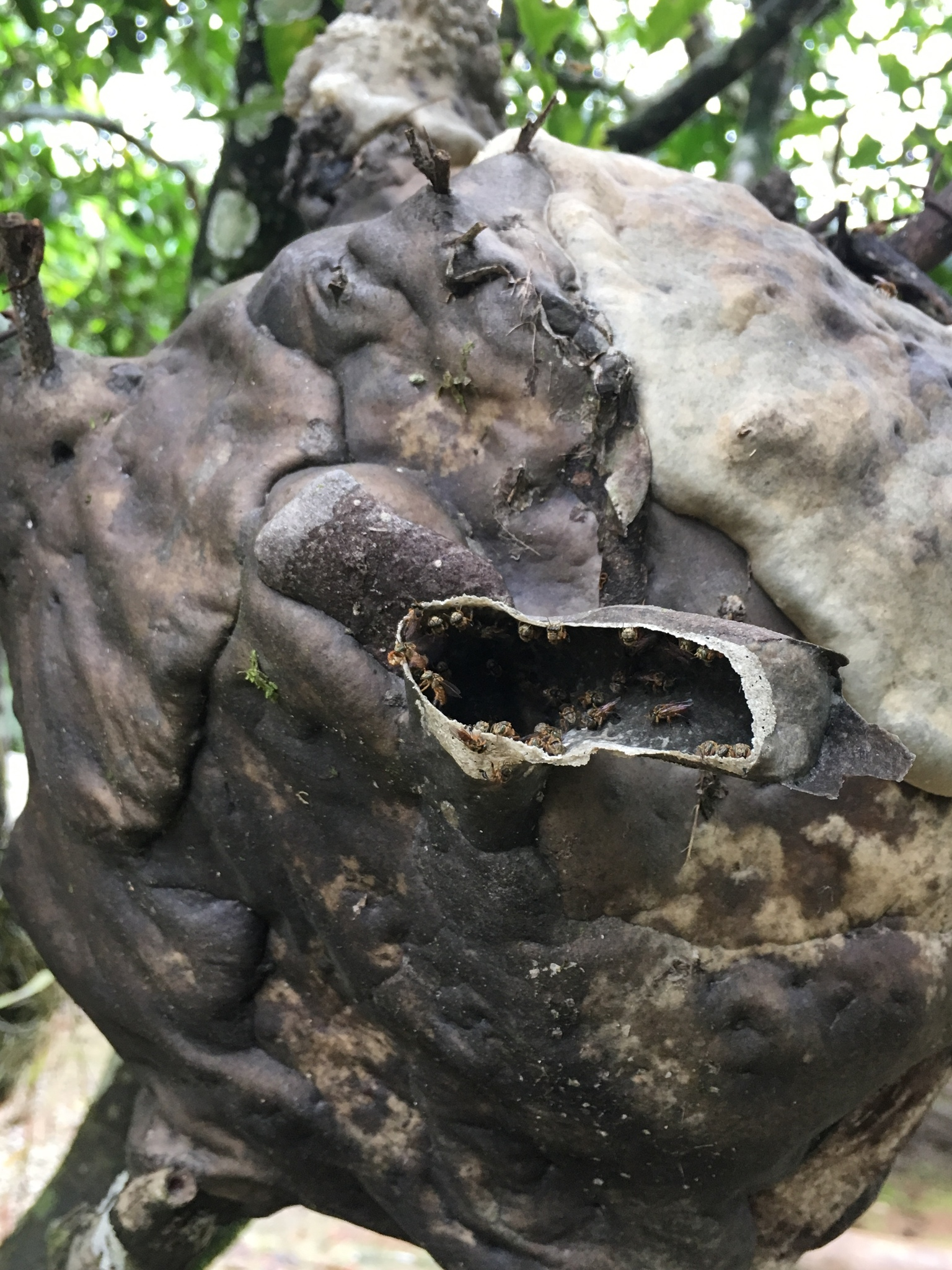
Nid de Tetragonisca weyrauchi.